# Resolució 1517 del Consell de Seguretat de les Nacions Unides
La Resolució 1517 del Consell de Seguretat de les Nacions Unides fou adoptada per unanimitat el 24 de novembre de 2003. Després de reafirmar totes les resolucions sobre el conflicte de Xipre, en particular la resolució 1251 (1999), el Consell va prorrogar el mandat de la Força de les Nacions Unides pel Manteniment de la Pau a Xipre (UNFICYP) durant sis mesos addicionals fins al 15 de juny de 2004.
El Consell de Seguretat va prendre nota de la crida a l'informe del secretari general Kofi Annan per a les autoritats de Xipre i Xipre del Nord per abordar urgentment la situació humanitària de les persones desaparegudes. També va acollir amb satisfacció els esforços per sensibilitzar al personal pel manteniment de la pau de les Nacions Unides en la prevenció i el control del VIH/SIDA i altres malalties.
En l'extensió del mandat de la UNFICYP, la resolució va demanar al Secretari General que informés al Consell l'1 de juny de 2004 sobre l'aplicació de la resolució actual. Va expressar la seva preocupació per les violacions del costat turcoxipriota a Strovilia i va demanar que s'aturi les restriccions imposades el 30 de juny de 2000 a les operacions de la UNFICYP i restaurar el statu quo militar.